# 紫毛龙胆
紫毛龙胆（学名：Gentiana villifera）是龙胆科龙胆属的植物，为中国的特有植物。分布于中国大陆的四川等地，生长于海拔800米的地区，常生长在山沟旁，目前尚未由人工引种栽培。